# إبيسكوبي كانتونمنت

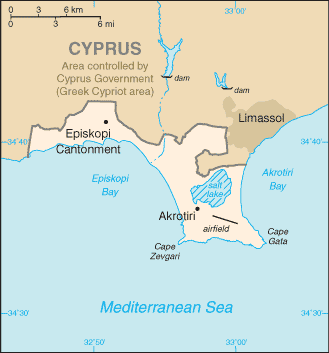
إبيسكوبي كانتونمنت في منطقة أكروتيري ودكليا.

إبيسكوبي كانتونمنت  (بالإنجليزية: Episkopi Cantonment) هي عاصمة أكروتيري ودكليا وهي أحد أقاليم ما وراء البحار البريطانية في جزيرة قبرص، وهي تدار كقاعدة عسكرية ذات سيادة. إبيسكوبي كانتونمنت تقع في غرب القاعدة العسكرية ذات السيادة (Western Sovereign Base Area)، واحدة من منطقتي هذه الأرض. هي ليست أكبر قاعدة عسكرية بريطانية في الجزيرة، ولكن تحتوي على الإدارات المدنية والعسكرية لأكروتيري ودكليا.

## القيادة
إبيسكوبي كانتونمنت هي مركز قيادة القوات البريطانية قبرص (British Forces Cyprus) وبها رتبة اللواء وكذلك نائب المارشال في القوات الجوية (Air vice-marshal)، ويتم تداول القيادة عليها كل ثلاثة سنوات بين الجيش البريطاني وسلاح الجو الملكي. لذلك نائب القوات البريطانية قبرص (Deputy British Forces Cyprus) الذي ينتمي لجيش مختلف، له رتبة عميد وكذلك عميد في القوات الجوية (Air Commodore).

ممثل القوات البريطانية قبرص الحالي هو نائب المارشال في القوات الجوية غراهام ستايسي ونائب القوات البريطانية قبرص هو العميد بيل كينغدون.

إبيسكوبي كانتونمنت كذلك هي مركز إدارة القاعدة العسكرية ذات السيادة (Sovereign Base Areas Administration) وهي السلطة المدنية في المنطقة.

## مقالات ذات صلة
- القوات البريطانية قبرص
- الشرطة العسكرية الملكية
- أكروتيري ودكليا
- جمارك القاعدة العسكرية ذات السيادة
- شرطة القاعدة العسكرية ذات السيادة